# Jefferson Lopes
Jefferson Lopes Faustino (Río de Janeiro, Brasil; 31 de agosto de 1988) es un futbolista brasileño. Juega de Defensor y actualmente se encuentra sin equipo.

## Clubes
| Club                   | País    | Año         |
| ---------------------- | ------- | ----------- |
| AE Tiradentes          | Brasil  | 2010 - 2011 |
| Universitario de Sucre | Bolivia | 2011 - 2012 |
| Roasso Kumamoto        | Japón   | 2013 - 2013 |
| The Strongest          | Bolivia | 2014–2015   |
| Sport Boys             | Bolivia | 2015-2016   |
| Universitario de Sucre | Bolivia | 2018        |